# 普羅列塔爾斯基 (盧甘斯克州)
48°8′0″N 39°15′22″E / 48.13333°N 39.25611°E
卡爾圖希內（烏克蘭語：Картушине），俄罗斯占领当局称為普羅列塔爾斯基（烏克蘭語：Пролетарський，意为“无产者”），是位於烏克蘭東部的市級鎮，由盧甘斯克州羅韋尼基區的羅韋尼基市鎮負責管轄。該鎮始建於1894年，面積2.08平方公里，海拔279米，2011年人口1,548，該市級鎮人口密度每平方公里744.23人。
2014年起由卢甘斯克人民共和国占领；2016年根据乌克兰去共产主义化，计划更名为卡尔图希内。但由于乌克兰未能实际统治当地，更名未能得到执行。